# Kuiyibage Zhen
Kuiyibage Zhen (kinesiska: 奎依巴格镇, 奎依巴格) är en köping i Kina. Den ligger i den autonoma regionen Xinjiang, i den nordvästra delen av landet, omkring 1 100 kilometer sydväst om regionhuvudstaden Ürümqi. Antalet invånare är 10 553. Befolkningen består av 5 076 kvinnor och 5 477 män. Barn under 15 år utgör 21,0 %, vuxna 15-64 år 76 %, och äldre över 65 år 2,0 %.
Genomsnittlig årsnederbörd är 87 millimeter. Den regnigaste månaden är maj, med i genomsnitt 15 mm nederbörd, och den torraste är april, med 2 mm nederbörd.